# Son Ngoc Thanh
Sơn Ngọc Thành (khmer: សឺង ង៉ុកថាញ់; xinès: 山玉成; Trà Vinh, 7 de desembre de 1908 - Vietnam, 8 d'agost de 1977) va ser un polític nacionalista i republicà cambodjà, amb una llarga història com a rebel i un breu període com a ministre del govern.

## Biografia

### Joventut
Thanh va néixer a Travinh, actual Vietnam, fill de pare Khmer Krom i mare sinovietnamita. Va ser educat a Saigon, Montpeller i París, on va estudiar dret un any abans de tornar a Indoxina. Va trobar feina de magistrat a Pursat i, com a advocat públic, a Phnom Penh, abans de convertir-se en vicepresident de l'Institut Budista. Juntament amb un altre dels primers prominents nacionalistes khmers, Pach Chhoeun, va establir el primer diari en llengua khmer, el Nagaravatta, l'any 1936. L'objectiu polític del Nagaravatta, que urgia als khmers a trencar el monopoli comercial dels comerciants estrangers començant els seus propis negocis, era fer que Tanh i els seus companys fossin acceptats pel feixisme japonès, o com ells ho anomenaven, "nacionalsocialisme". La ideologia de Tanh era, essencialment, el republicanisme, la dreta i el component modernitzador, fet que el convertí en un llarg oponent del rei Norodom Sihanouk. Tot i el seu nacionalisme, també va ser un ferm partidari de la cooperació panasiàtica, així com d'ensenyar la llengua vietnamita a les escoles cambodjanes, ja que la considerava un molt bon conducte per modernitzar el pensament.

### Participació en el govern
Després d'un seguit de manifestacions contra la presència francesa el juliol de 1942, Tanh va volar al Japó, retornant quan Sihanouk va declarar la independència de Cambodja, el 12 de març de 1945, mentre els japonesos ocupaven el país. Alshores fou nomenat ministre d'afers exteriors. Quan els japonesos es van rendir, l'agost següent, Tanh es va autoanomena primer ministre. Amb la restauració del control francès, l'octubre, va ser arrestat i enviat a l'exili; primer a Saigon i, finalment, a França. Molts dels seus seguidors es van unir als Khmer Issarak per combatre el poder colonial. El 1951, les autoritats van fer tornar a Tanh, que gaudia d'un considerable suport popular; refusant una posició al govern, va teixir aliances amb diversos líders dels Issarak, a més de fundar un nou diari, el Khmer Kraok, el qual advocava per la revolta contra l'administració francesa, motiu pel qual ràpidament va ser prohibit. El 1952, acompanyat pel seu segon, Ea Sichau (funcionari afrancesat i intel·lectual d'esquerres) i un bon nombre de seguidors, Tanh va desaparèixer a la selva, al voltant de Siem Reap, on començà a organitzar la resistència.
En aquell moment, el moviment Issarak es va dividir entre el Comitè d'Alliberament Nacional Khmer, l'encara més obertament d'esquerres Front Issarak Unit, i diversos senyors de la guerra i líders guerrillers. Thanh va intentar prendre el control del moviment a principis de la dècada de 1950; alguns dels líders del moviment, com el príncep Norodom Chantaraingsey o Puth Chhay, van donar suport temporalment al seu lideratge suprem. El 1954, no obstant, havia estat deixat de banda per part dels militants d'esquerres, a més de començar a rebre ofertes per part de la CIA, la qual finançaria moltes de les seves activitats en un futur. Tot i que Thanh va mantenir un important suport entre els Khmer Krom, en els anys següents va tenir molt poca influència o suport popular en la política cambodjana, especialment des que el Sangkum de Sihanouk va absorbir la majoria dels elements centristes i dretans.

### Els Khmer Serei
La Primera Guerra d'Indoxina va acabar el 1954. Des de la seva base, propera a Siem Reap, Thanh va organitzar la milícia del Khmer Serei, principalment reclutada entre els Khmer Krom, per lluitar contra Sihanouk, qui havia senyalat Tanh com un dels seus principals enemics. En el "Manifest" fundacional dels Khmer Serei, de 1959, Tanh carrega contra Sihanouk per permetre la "comunitització" de Cambodja, amb l'ajut del Vietnam del nord. Els Khmer Serei van operar a les zones frontereres de Tailàndia i el Vietnam del sud, emetent programes de ràdio clandestins contraris al règim, però realitzant poques operacions militars, encara que es considera que van participar en diversos intents de cop d'estat, com ara la conspiració de Bangkok. Després que l'exèrcit cambotjà i Lon Nol fessin fora Sihanouk, el 1970, Tanh va ser convidat a participar en el govern de la República Khmer, primer com a consultor del cap d'estat en funcions, Cheng Heng, a qui va posar a les seves ordres les tropes dels Khmer Serei.
El 1972 Thanh va tornar a ser primer ministre, però després de patir un atemptat amb cotxe bomba, que probablement va ser organitzat pel germà de Lon Nol, Lon Non, va ser destituït per Lon Nol i es va exiliar a Vietnam del sud. Thanh va ser arrestat després de la victòria comunista al Vietnam, morint en captiveri el 1977.